# Chiesa di San Pietro Apostolo (Belvedere Ostrense)
La chiesa di San Pietro Apostolo è la parrocchiale di Belvedere Ostrense, in provincia di Ancona e diocesi di Senigallia; fa parte della vicaria di Ostra-Arcevia.

## Storia
La primitiva chiesa di San Pietro, di origine medievale, dipendeva fino alla metà del Quattrocento dalla pieve di Santa Maria di Casartino.
Il luogo di culto venne riedificato in stile gotico tra il 1484 e il 1490; questo edificio, con la facciata volta a est, era caratterizzato da quattro pilastri.
La cerimonia di posa della prima pietra della nuova parrocchiale si tenne il 17 maggio 1790; la chiesa venne portata a compimento ed aperta al culto nel 1793 e poi consacrata il 26 settembre 1802.
Nel 1968, in ossequio alle norme postconciliari, si procedette all'aggiunta dell'altare rivolto verso l'assemblea e alla rimozione delle balaustre che delimitavano il presbiterio.

## Descrizione

### Esterno
La facciata della chiesa, rivolta a oriente e abbellita da specchiature, presenta centralmente il portale d'ingresso, sormontato dal frontoncino spezzato, e sopra una finestra rettangolare ed è coronata dal timpano di forma triangolare.
Annesso alla parrocchiale è il campanile a base quadrata, la cui cella presenta su ogni lato una monofora a tutto sesto.

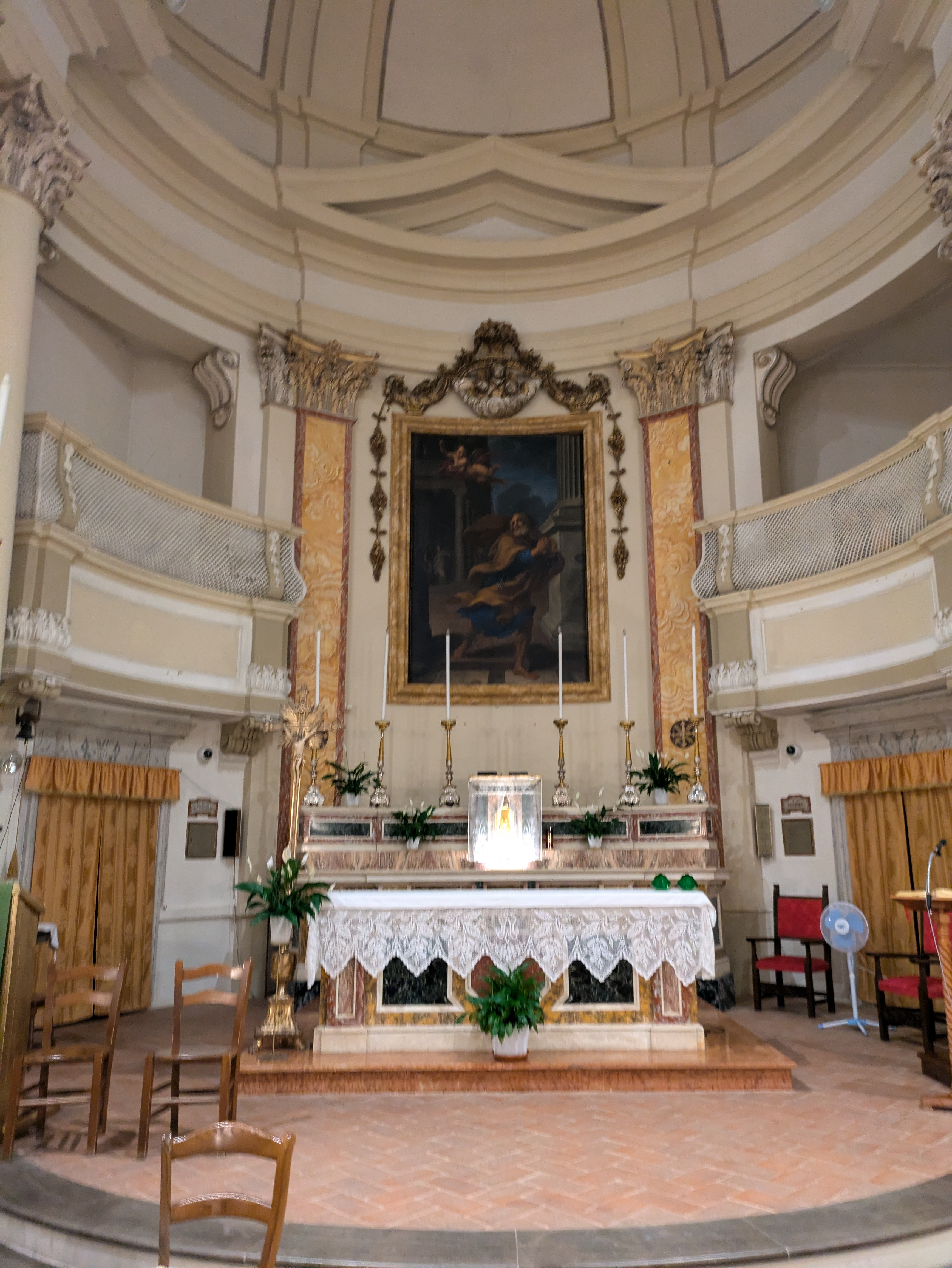
Il presbiterio e l'abside

### Interno
L'interno dell'edificio si compone di un'unica navata, sulla quale si affacciano sei cappelle laterali, introdotte da archi a tutto sesto, e le cui pareti sono scandite da lesene e semicolonne terminanti con capitelli corinzi e sorreggenti la trabeazione modanata e aggettante sopra la quale si imposta la volta a botte ribassata; al termine dell'aula si sviluppa il presbiterio, rialzato di due gradini e chiuso dall'abside semicircolare.
Qui sono conservate diverse opere di pregio, tra le quali la pala avente come soggetto la Conversione di San Pietro, eseguita da Giovanni Maria Morandi nel 1688, la tela ritraente la Madonna del Rosario, firmata da Natale Ricci, l'organo, costruito intorno al 1793 probabilmente da Vincenzo Montecucchi, e il dipinto raffigurante la Circoncisione di Gesù, attribuita a Nicolò Amatori.